# Runensteine an der Tumbo kyrka
Die Runensteine an der Tumbo kyrka sind mehrere in oder bei der Kirche nordwestlich von Eskilstuna in Södermanland in Schweden gefundene Runensteine.
Der neueste Runenstein ist ein Fund von 1965 (Sö SB 1965;12), der als Eckpfeiler der Südwand bei der Kirchenreparatur gefunden wurde. Der Runenstein trägt ein Schlangenband und ein Irisches Koppel. Er trägt den mysteriösen Text: „Schlange und Fastger und Tora musste für Vive reisen, ihren Bruder“.
Der zweite Neufund war der 1958 entdeckte, in der Kirchenwand eingemauerte Stein Sö Fv1958;242. Die Inschrift des Steins lautet: „Anund und Brune setzten nach Kolben diesen Stein“. Kolben, dem der Stein gewidmet ist, setzte zuvor den Runenstein Sö 362, dessen Text lautet: „Kolben und Jule setzten den Stein nach Ingvar, seinem Bruder“. Es ist ziemlich sicher, dass der gleiche Schnitzer die meisten der Steine rund um die Kirche geschaffen hat.

Runensteine an der Tumbo kyrka
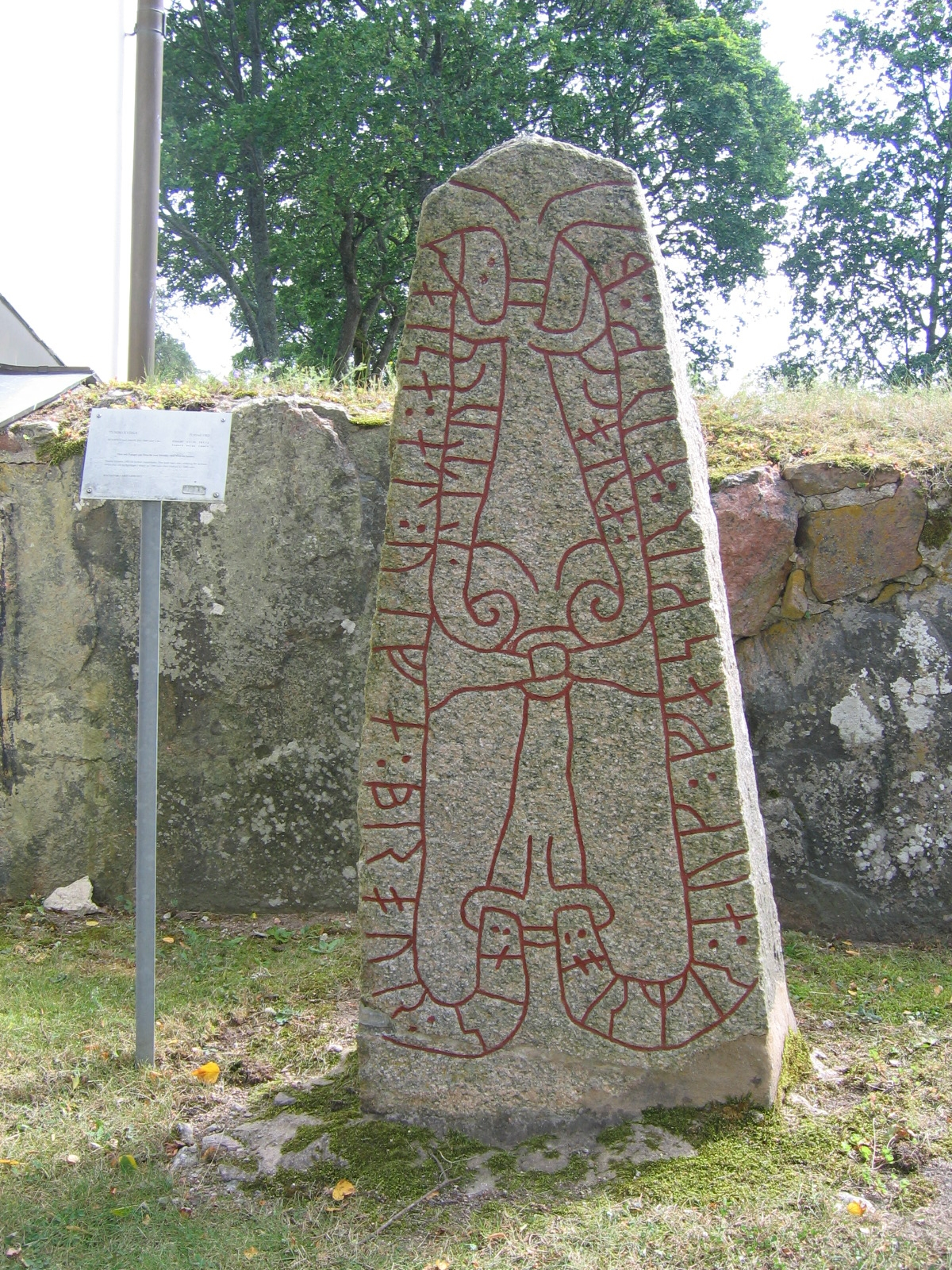
Der neuste Runenstein in Tumbo (Sö SB 1965;12)
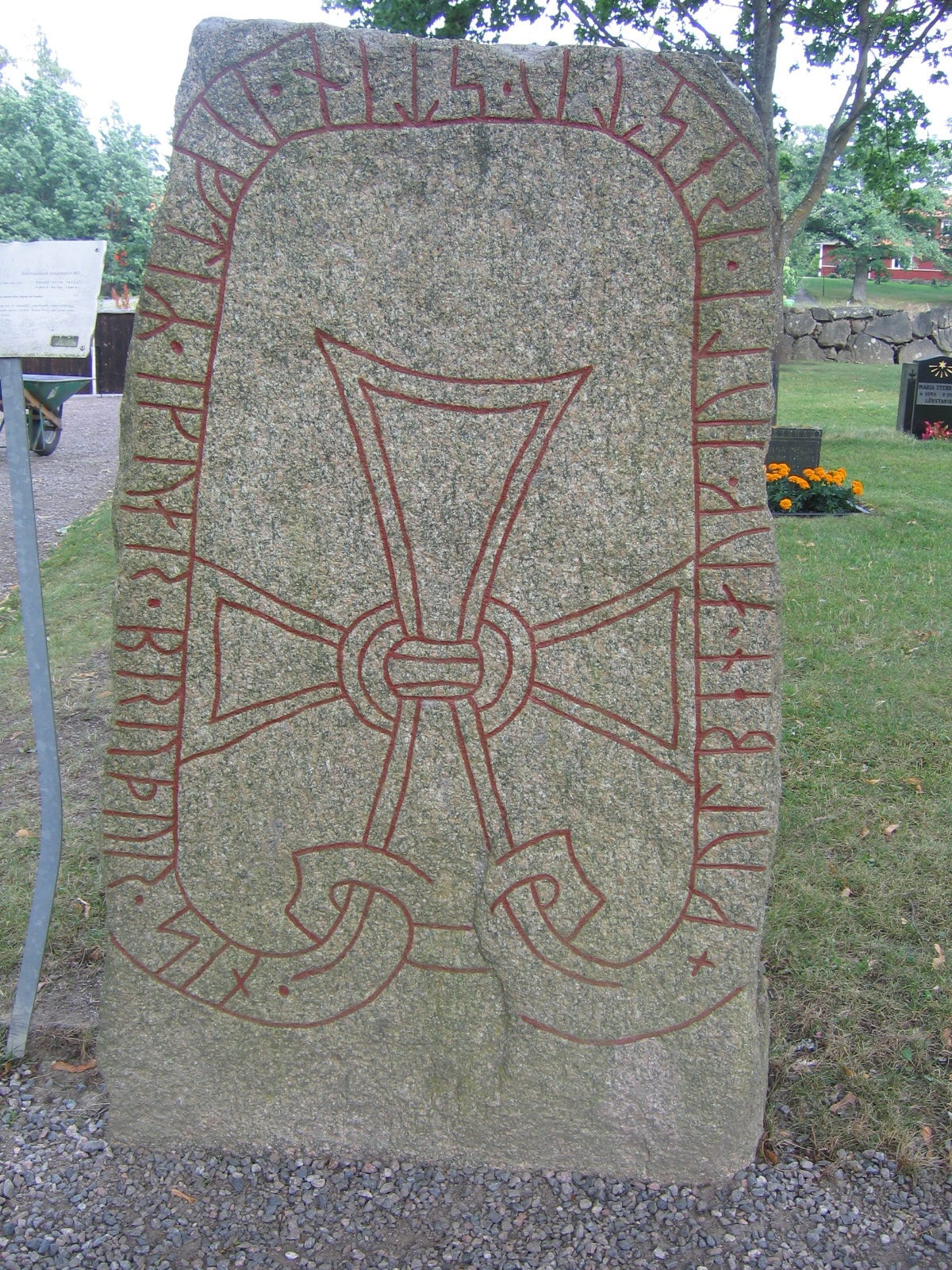
Runenstein Sö 362
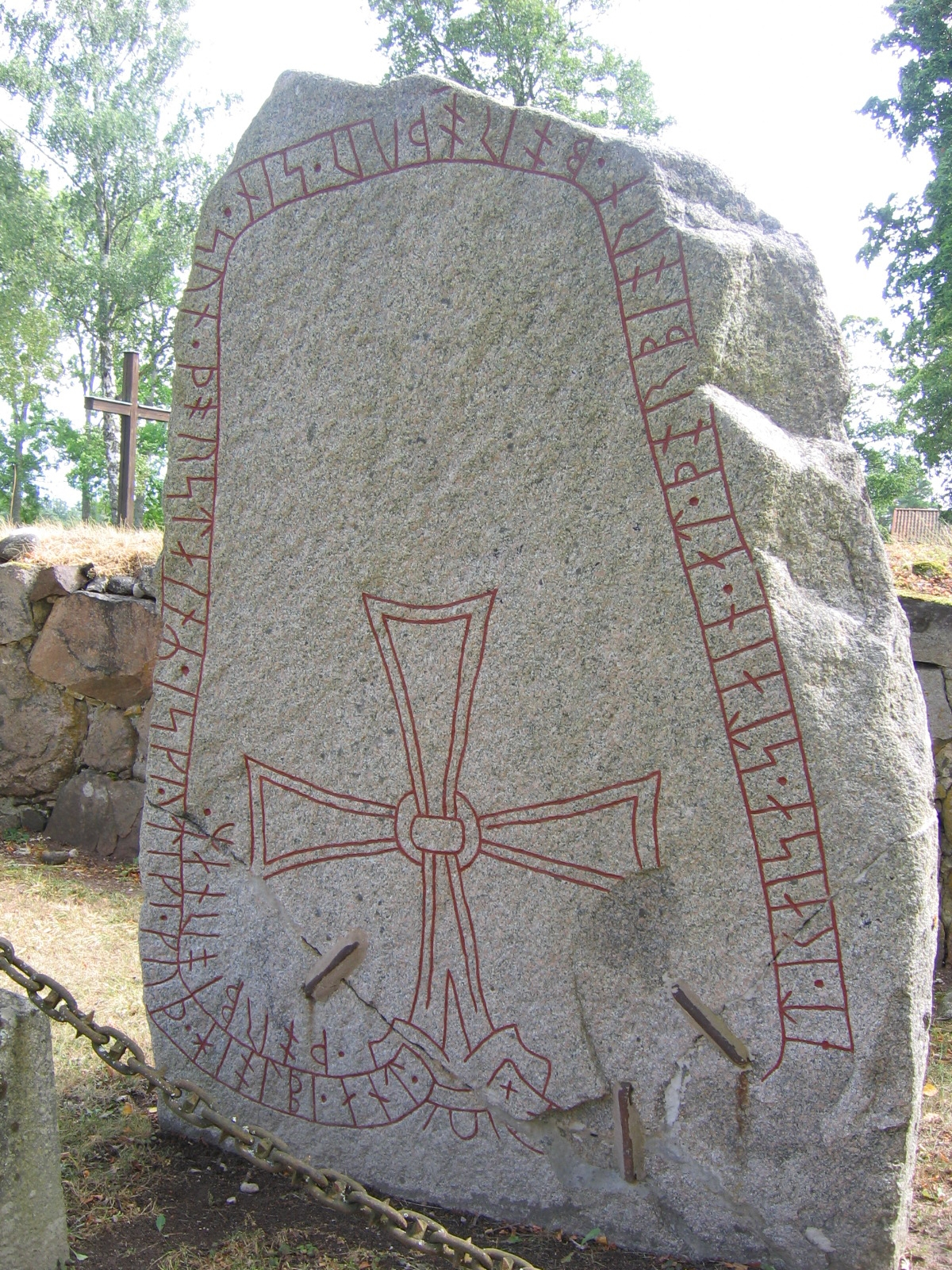
Runenstein Sö 84
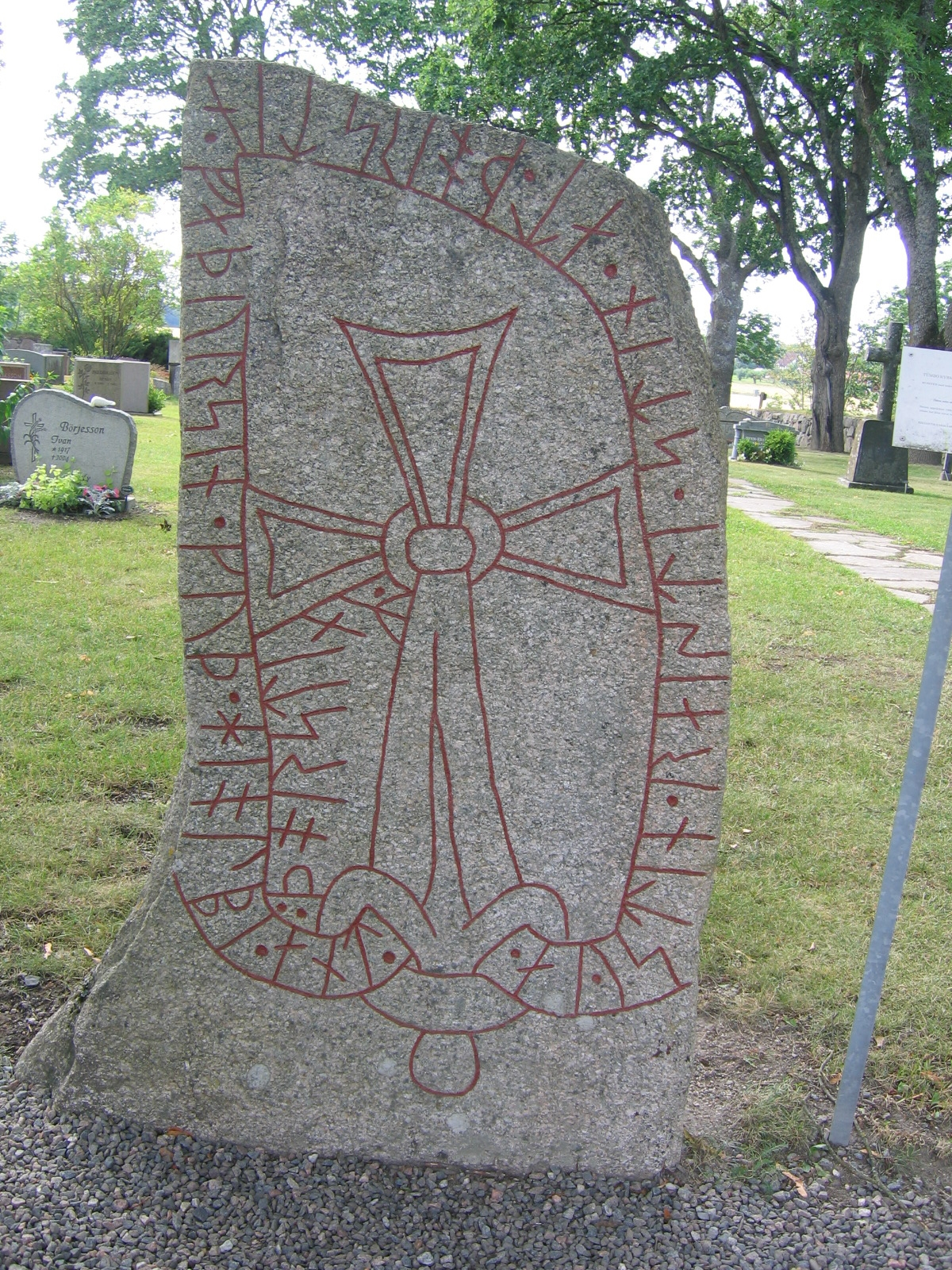
Runenstein Sö 363

Der auf beiden Steinen erwähnte Kolben dürfte derselbe sein, so dass die in frühchristlicher Zeit (12. oder 13. Jahrhundert) entstandenen Steine einander unmittelbar folgen. Das Schlangenband zeigt (auch bei den Steinen Sö 84 und Sö 363) weder Kopf noch Schwanz. Beim „Kreuzbandstil“ (schwedisch Korsbandsten) beginnt und endet das Schlangenband im Kreuz. Der Lokalstil ist nur im westlichen Södermanland verbreitet. Nur die drei (sicher älteren) Steine auf dem Friedhof zeigen noch das Irische Koppel.
An der Kirche befinden sich noch weitere Runensteine, darunter die 1930 entdeckten Steine Sö 82 und Sö 84 auf dem Friedhof und die Steine Sö 362 und Sö 363 sowie eine Grabkugel.